# Parti de l'Istiqlal
Le Parti de l'Istiqlal (ou Parti istiqlalien ; en arabe : حزب الإستقلال; en berbère : ⴰⴽⴰⴱⴰⵔ ⵏ ⵍⵉⵙⵜⵉⵇⵍⴰⵍ ; en français : Parti de l'indépendance) est un parti politique marocain, fondé pour obtenir l'indépendance du Maroc et remplacer le protectorat colonial français par une monarchie constitutionnelle. Classé au centre droit, il est d'idéologie nationaliste et monarchiste. 
La dénomination Istiqlal date de 1934, après la fondation du Comité d'action marocaine par Allal El Fassi. Le mouvement prend officiellement le nom de « Istiqlal » le 10 décembre 1943 sous l'impulsion de Ahmed Balafrej, qui en est le secrétaire-général fondateur auquel succéderont Allal El Fassi qui prend le titre arabe de « Zaïme » (litt. le Devanceur, en darija marocain, signifiant le leader), puis M'hamed Boucetta, Abbas El Fassi.
Reconstruit au sortir de la Seconde Guerre mondiale par les vétérans de l'agitation nationaliste des vingt précédentes années, il est l'artisan de l'indépendance du Maroc alors sous protectorat français. Parti royaliste de droite et défenseur du « Grand Maroc », il est le moteur principal dans les années 1950 de la réhabilitation d'une monarchie, compromise par la signature du traité de protectorat avant d'être effacée par celui-ci.
Le parti a été le creuset de ceux qui seront, après l'indépendance, des figures majeures de l'histoire du Maroc : Ahmed Balafrej, son fondateur, Allal El Fassi, son idéologue, Mehdi Ben Barka son organisateur avant de s'en séparer et son conseiller Abdelhadi Boutaleb leurs financiers qui en ont assuré la pérennité.
L'Istiqlal présente la particularité d'avoir longtemps été dirigé par les grandes familles fassies et en particulier par le clan El Fassi. Son secrétaire général actuel, Nizar Baraka est le petit-fils de Allal El Fassi.

## Historique

### Protectorat
Tout au long du XIXe siècle le Maroc parvient à préserver son indépendance en restant fermé face aux puissances européennes et aux bouleversements que connait l'Europe occidentale. Cette posture devient très vite intenable face à la pression considérable à laquelle il fait face, notamment par la France et l'Espagne. En 1912, la signature du traité de Fès instaure un protectorat franço-espagnol sur le Maroc, et institue une zone internationale à Tanger, administrée par la Société Des Nations. Il faut attendre 1955 pour que le pays obtienne sa totale indépendance.
Pendant les années 1930-1933, le Maroc connait un important soulèvement généralisé aux campagnes et aux villes. Ce soulèvement fait écho à la longue campagne de résistance menée par les tribus marocaines depuis 1912 dans les zones rurales, et dont le coût humain est considérable. L'objet de ce soulèvement est l'opposition d'une écrasante majorité de la population au Dahir du sultan dit « Dahir berbère ». Ces événements participèrent à faire connaitre de nombreux dirigeants politiques dont les plus éminents sont Allal Fassi, Hassan Ouazzani et Ahmed Balafrej.
C'est en 1934 que le premier parti politique marocain prônant l'Istiqlal ou indépendance est créé. Il s'agit du Comité d'Action Marocain dont les dirigeants sont Allal El Fassi, Mohammed Hassan Ouazzani et Ahmed Balafrej. En 1937, à la suite du départ de Ouazzani, Allal El Fassi et Ahmed Balafrej créent le parti national pour l'Isqtiqlal, connu sous le nom de Parti national. Le parti présente alors des revendications très modérées puisqu'il n'exige pas l'indépendance immédiate, mais insiste simplement sur le caractère provisoire du statut de protectorat.
Dès 1936-1937, les centres urbains et industriels du pays commencent à connaitre d'importants troubles politiques et manifestations du Mouvement national. À la suite de ces événements, Allal El Fassi est exilé au Gabon. Le Parti national est interdit,.

### Constitution clandestine
Le congrès constitutif clandestin du parti de l'Istiqlal a lieu le 18 décembre 1943 à Rabat. Ahmed Balafrej, amnistié par le nouveau gouvernement gaulliste né du débarquement anglo-américain de 1942, s'attache pendant cette année 1943 à rassembler les anciens cadres dirigeants du « Parti national », parti interdit en 1937. Surmontant divergences d'ordre souvent personnelles et des obstacles organisationnels, le parti s'organise de manière verticale autour d'un secrétariat exécutif clandestin de quatre membres, dont Balafrej, nommé secrétaire général, fait partie, et de sections régionales à l'autonomie assez large regroupant les cellules locales de dix à quinze membres.
La plus importante manifestation officielle du Parti fut la diffusion publique du Manifeste de l'Indépendance le 11 janvier 1944, véritable programme du Parti, rédigé en étroite et clandestine collaboration avec le sultan Mohamed V, dont la teneur est simple : aucune négociation avec l'occupant colonial sans qu'ait été préalablement aboli le traité de protectorat, indépendance du Maroc rétablissant l'autorité du sultan Mohammed Ben Youssef dans le cadre d'une monarchie constitutionnelle aux institutions dignes d'un État moderne. La publication du manifeste conduit à l'arrestation de ses signataires, sous le chef d'« intelligence avec l'ennemi ».
Le retour du sultan Mohammed Ben Youssef exilé par les autorités françaises du Protectorat du Maroc est une des conditions qu'il pose en préalable à toute négociation avec la puissance occupante. La féroce répression exercée par les ultras coloniaux de 1952 à 1955 emprisonnant ou forçant à l'exil l'intégralité de ses cadres, laisse une situation intérieure de violence incontrôlable qui oblige rapidement l'occupant colonial à négocier les termes de son retrait.

### Indépendance
La défense de la légitimité s'est manifestée tant par une campagne diplomatique auprès des instances internationales dès 1952, menée par Balafrej, pour exiger l'indépendance du Maroc, que l'appel à la solidarité arabe et islamique que Allal El Fassi lance du Caire le 20 août 1953. Elle s'est également traduite dans le combat mené par le parti de l'Istiqlal pour doter le pays d'une constitution démocratique (deuxième objectif du Manifeste du 11 janvier 1944), et finalement dans sa lutte pour la tenue d'élections libres et transparentes de façon à offrir au pays des institutions politiques crédibles et efficaces.
Le protectorat prend fin en 1955. Le Parti de l'Istiqlal est alors vu comme la principale force politique du pays, et constitue le socle principal bien que remuant du premier gouvernement marocain post-protectorat. Il compte alors plusieurs centaines de milliers d'adhérents. Des délégations du parti se rendent à l'étranger, et notamment en Chine et à Cuba, où les transformations en cours en matière de réforme agraire et d'alphabétisation les inspirent. Estimant que « le parti a été créé pour accomplir une tâche sociale en même temps que la tâche politique qu'il a prise à son compte », Mehdi Ben Barka, incite les militants à mener des « actions de secours » et un « rôle social » en construisant des crèches, des écoles, des orphelinats. À partir de l'été 1957, les jeunes militants proches de la tendance Ben Barka lancent l'opération « route de l'unité » qui aboutit à la construction de soixante kilomètres de route afin de relier les anciennes zones espagnole et française. Par la suite, les jeunes sont organisés dans les Bâtisseurs de l'indépendance.
Ces mobilisations populaires et l'insistance formulée sur la question de la réforme agraire provoquent l'hostilité des propriétaires terriens et de l'aile droite du parti. Certains ministres soutiennent au contraire ces projets ; Abderrahim Bouabid, ministre de l’Économie puis également de l'Agriculture et vice-président du Conseil, tente de favoriser une planification de l'économie. Il soutient une politique d'industrialisation, fait sortir de Maroc de la zone franc et crée le dirham, puis défend une réforme agraire. Pour Ben Barka, « il ne s'agit pas pour nous de faire cesser seulement l'exploitation de la période du protectorat, mais aussi l'exploitation qui a pu exister de l’homme marocain par l’homme marocain ». Les très fortes divergences internes à l'Istiqlal conduisent à la scission : en novembre 1959, son ancienne aile gauche créée l'Union nationale des forces populaires (UNFP). L'aile droite d'El Fassi et d'Ahmed Balafrej garde le nom d'Istiqlal. Écarté du pouvoir en 1963, l'Istiqlal constitue un Front national, avec l'UNFP, pour donner davantage de poids à l'opposition politique. Le parti participe au gouvernement d'Ahmed Osman, devenant ainsi le second parti marocain.
Le parti a d'abord rejeté le découpage territorial établi par le Protectorat. Il a ensuite œuvré pour la récupération de l'ensemble des territoires marocains (appel de Allal El Fassi du 25 mars 1956), qu'ils soient du sud (Sidi Ifni, Tarfaya, Sahara occidental) ou encore du nord (Ceuta et Melilla et les îles méditerranéennes). Le parti de l'Istiqlal a également œuvré en faveur de l'unité de la nation marocaine en défendant « l'humanisme marocain » qui vise à sauvegarder l'identité nationale dans sa diversité culturelle (arabe, amazigh et africaine), et en luttant contre toutes formes de communautarisme. Il a également milité pour l'unité du mouvement national, lors de sa lutte pour l'indépendance, et pour l'unité des forces démocratiques à travers la création de la Koutla nationale en 1970 puis de la Koutla démocratique en 1992.

### Élections internes de 2012
En juin 2012, après la renonce de Adil Douiri à sa candidature, Abdelouahed El Fassi est devenu le seul candidat au poste du secrétaire général de l'Istiqlal. 
Lors de la tenue du XVIe congrès national du parti fin juin 2012, Abdelhamid Chabat, maire-député de Fès, exprime son intention de se présenter à la présidence du parti, ceci pousse le comité exécutif à reporter l'élection du secrétaire général au 23 septembre 2012. C'est finalement Abdelhamid Chabat qui remporte la présidence du parti et succède à Abbas El Fassi, en recueillant 478 suffrages contre 458 à son rival Abdelouahed El Fassi.
Chabat réussit le tour de force de prendre le pouvoir dans un parti habitué aux très vieilles familles de notables de Fès.
Avec d’autres membres du comité central, Abdelouahed El Fassi avait alors lancé le courant Bila Haouada se réclamant de la défense des valeurs de l’Istiqlal et, en vain, conteste en justice la validité de l’élection.
Le 12 mai 2013, le conseil national du parti de l'Istiqlal annonce son retrait de la coalition gouvernementale à la suite d'une réunion extraordinaire tenue à Rabat. Le début de cette crise politique commence en effet en septembre 2012, à la suite de l'élection de Abdelhamid Chabat à la tête du parti, il critique alors publiquement le bilan gouvernemental et appelle au retrait de ses six ministres partisans du gouvernement. Le roi, alors en voyage privé en France, depuis le 10 mai, obtient néanmoins, par téléphone, un ajournement de la décision des instances dirigeantes de l'Istiqlal.
Le 9 juillet 2013, cinq des six ministres istiqlaliens déposent officiellement leur démission au chef gouvernement, cependant Mohamed Louafa refuse de mettre à exécution la décision de retrait du gouvernement prise par son parti et maintient son portefeuille à l'Éducation nationale, il est écarté par conséquent de son parti le 18 juillet 2013. Le 15 juillet 2013, le parti déclare son passage à l'opposition et son rapprochement de l'Union socialiste des forces populaires (USFP).

### Élections communales et régionales de 2015
Lors des élections communales de 2015, le parti subit une cinglante défaite. Bien qu'il arrive deuxième en nombre de sièges, il est battu dans toutes les zones urbaines sauf au Sahara. Il est notamment battu dans son siège historique de Fès par Driss Azami Al Idrissi du PJD. Sur internet, resurgit une vidéo où Hamid Chabat affirme à la télévision qu'il allait démissionner si son parti n'arrivait pas premier aux élections. Les appels à la démission se multiplient depuis.
Lors d'un conseil national organisé par l'Istiqlal, il réussit pourtant à conserver son poste, et ce malgré les nombreuses voix demandant son départ,.
Une partie des pro-Chabat affirment que leur défaite est un complot ourdi de l’extérieur, visant à neutraliser l’indépendance de la décision politique du parti.
Selon Yasmina Baddou : « Pour la première fois de l’histoire de notre parti, un syndicat a accaparé la salle, avec notamment la Chabiba du parti qui est totalement endoctrinée. De plus, la parole n’a été donnée qu’à ceux qui étaient en faveur de Hamid Chabat. Alors, que de notre côté, la majorité du comité exécutif, on n’avait rien préparé et on ne s’attendait pas à assister à un véritable champ de bataille ».
En 2017, alors que le parti se choisit un nouveau secrétaire général, des affrontements se produisent entre partisans de Hamid Chabat et ceux de son rival Nizar Baraka, faisant plusieurs blessés.

## Le parti

### Secrétaires généraux
- Allal El Fassi (1), de 1937 à 1943 (6 ans)
- Ahmed Balafrej, de 1943 à 1960 (17 ans)
- Allal El Fassi (2), de 1960 à 1974 (14 ans)
- M'hamed Boucetta, de 1974 à 1998 (24 ans)
- Abbas El Fassi, de 1998 à 2012 (14 ans)
- Abdelhamid Chabat, de 2012 à 2017 (5 ans)
- Nizar Baraka, depuis 2017

### Représentation au sein du gouvernement marocain
Arrivé troisième lors des dernières élections législatives de 2021 , le parti compte 4 portefeuilles sur les 24 constituant le gouvernement Akhannouch :
|  | Ministre           | Portefeuille                                                       |
|  | ------------------ | ------------------------------------------------------------------ |
|  | Nizar Baraka       | Ministre de l'Équipement et de l'Eau                               |
|  | Ryad Mezzour       | Ministre de l'Industrie et du Commerce                             |
|  | Mohamed Abdeljalil | Ministre du Transport et de la Logistique                          |
|  | Aawatif Hayar      | Ministre de la Solidarité, de l'Insertion sociale et de la Famille |

## Résultats électoraux

### Élections législatives
| Année | Résultat  | Résultat | Rang | Sièges   | Gouvernement                                                                                 |
| Année | Voix      | %        | Rang | Sièges   | Gouvernement                                                                                 |
| ----- | --------- | -------- | ---- | -------- | -------------------------------------------------------------------------------------------- |
| 1963  | 998 478   | 29,6     | 2e   | 41 / 144 | Hassan II 3 (1963), Bahnini (1963-1965), Hassan II 4 (1965-1967), Benhima/Laraki (1967-1971) |
| 1970  |           |          | 3e   | 8 / 240  | Opposition                                                                                   |
| 1977  | 1 090 960 | 21,62    | 2e   | 51 / 264 | Osman II (1977-1979), Bouabid I (1979-1981) et II (1981-1983), Lamrani III (1983-1985)       |
| 1984  | 681 083   | 15,33    | 4e   | 41 / 306 | Opposition                                                                                   |
| 1993  | 760 082   | 12,2     | 4e   | 52 / 333 |                                                                                              |
| 1997  | 840 315   | 13,8     | 2e   | 32 / 325 | el-Youssoufi I (1998-2000) et II (2000-2002)                                                 |
| 2002  |           | 14,77    | 2e   | 48 / 325 | Jettou I (2002-2004) et II (2004-2007)                                                       |
| 2007  | 494 256   | 10,7     | 1re  | 52 / 325 | El Fassi                                                                                     |
| 2011  | 562 720   | 15,19    | 2e   | 60 / 395 | Benkiran I (2011-2013), opposition (2013-2016)                                               |
| 2016  | 621 280   | 10,73    | 3e   | 46 / 395 | Opposition                                                                                   |
| 2021  | 1 278 420 | 16,85    | 3e   | 81 / 395 | Akhannouch                                                                                   |

### Élections régionales
| Année | Résultat  | Résultat | Rang selon nombre de voix | Conseillers | Présidents |
| Année | Voix      | %        | Rang selon nombre de voix | Conseillers | Présidents |
| ----- | --------- | -------- | ------------------------- | ----------- | ---------- |
| 2015  | 1 057 658 | 17,55    | 3e                        | 119 / 678   | 2 / 12     |